# ゲーラハ (オーバーフランケン)
ゲーラハ (ドイツ語: Gerach) は、ドイツ連邦共和国バイエルン州オーバーフランケン行政管区のバンベルク郡に属する町村（以下、本項では便宜上「町」と記述する）で、バウナハ行政共同体を構成する。バンベルクの北約20km、エーベルンの南約10kmのハースベルゲ自然公園内に位置する。

## 地理

### 自治体の構成
この町は、公式には3つの地区 (Ort) からなる。このうち孤立農場などを除く集落を以下に列記する。
- ゲーラハ
- マウシェンドルフ

## 歴史
ゲーラハは、1396年3月に初めて文献上で言及されている。入植自体はそれ以前から行われていた。幾度となく売却や贈与が繰り返され、ゲーラハはその後数世紀の間に多くの手を経て、シャウムブルク家やローテンハン家に統治された。1750年にこの村はバンベルクの司教領主領となった。バンベルク司教本部領の一部として1803年の世俗化によってバイエルン領に編入された。1810年にヴュルツブルク大公領となるが、1814年に結局バイエルン王国に返還された。

## 行政
首長は、ザシャ・ギュンター (CSU) である。

### 紋章
この村の紋章は、15世紀から18世紀に村を統治した貴族ローテンハン家の紋章にちなんでいる。同時に、ニワトリは、村のカトリック教会が捧げられた聖ヴィトゥスの象徴でもある。

## 見所
後期ロマネスク様式の聖フィトゥス教会は、一部は12世紀に建築されたフランケン地方で最も古い教会の一つである。教会の門に掲げられたレリーフは、釜の中に立つ殉教者フィトゥスを題材にしている。教会前の広場には戦争記念碑が建つ。
木組み建築、石製の十字架や砂岩の小山のように見える石室などが点在する。マウシェンドルフ地区には、記念文化財の食堂『Zur Jägersruh』（猟師の休憩所）がある。これは、郡内で最も古い食堂の一つである。
ゲーラハは、"Unser Dorf soll schöner werden"コンテストにたびたびエントリーされている。

## 引用
1. ↑  https://www.statistikdaten.bayern.de/genesis/online?operation=result&code=12411-003r&leerzeilen=false&language=de Genesis-Online-Datenbank des Bayerischen Landesamtes für Statistik Tabelle 12411-003r Fortschreibung des Bevölkerungsstandes: Gemeinden, Stichtag (Einwohnerzahlen auf Grundlage des Zensus 2011)
2. ↑  Bayerische Landesbibliothek Online